# Ectropis obliquilinea
Ectropis obliquilinea är en fjärilsart som beskrevs av Louis Beethoven Prout 1916. Ectropis obliquilinea ingår i släktet Ectropis och familjen mätare. Inga underarter finns listade i Catalogue of Life.